# Municipio de Butler (condado de Luzerne)
El municipio de Butler  (en inglés: Butler Township) es un municipio ubicado en el condado de Luzerne en el estado estadounidense de Pensilvania. En el año 2000 tenía una población de 7.166 habitantes y una densidad poblacional de 83.1 personas por km².

## Geografía
El municipio de Butler se encuentra ubicado en las coordenadas 40°59′30″N 75°59′29″O / 40.99167, -75.99139.

## Demografía
Según la Oficina del Censo en 2000 los ingresos medios por hogar en la localidad eran de $46,783 y los ingresos medios por familia eran $53,958. Los hombres tenían unos ingresos medios de $38,926 frente a los $23,299 para las mujeres. La renta per cápita para la localidad era de $21,020. Alrededor del 10,3% de la población estaban por debajo del umbral de pobreza.

## Educación
El Distrito Escolar del Área de Hazleton (HASD) gestiona las escuelas públicas que sirven al municipio. El municipio tiene dos escuelas:
- Escuela Primaria-Media Drums
- Hazleton Area Academy of Sciences